# Villa de Mayo
Villa de Mayo è un comune dell'Argentina, situato nella provincia di Buenos Aires.